# Manuel Traninger
Manuel Traninger (* 29. September 1998) ist ein österreichischer Skirennläufer. Sein bisher größter Erfolg sind drei Medaillen bei den Olympischen Jugend-Winterspielen 2016 sowie der Gewinn der Bronze-Medaille in der Abfahrt bei den Juniorenweltmeisterschaften 2019.

## Biografie
Traninger stammt aus Niederöblarn, trat aber bereits im Alter von sieben Jahren dem Skiklub Gröbming bei. Anfang 2015 nahm er erstmals an FIS-Rennen teil und ein Jahr später auch an denen des Europacups. Seine bisher größten Erfolge errang er bei den Olympischen Jugend-Winterspielen 2016 in Lillehammer. Dort gewann er einen kompletten Medaillensatz und wurde Jugend-Olympiasieger im Slalom. Zur Saison 2018/19 konnte er sich zudem erstmals unter den besten 10 im Europacup klassieren, darunter auch einmal auf dem Podest. Bei den folgenden Junioren-Weltmeisterschaften gewann er die Bronzemedaille in der Abfahrt und schrammte als 4. des Super-G nur knapp am Podest vorbei. In der Saison 2023/24 entschied er die Europacup-Gesamtwertung für sich.
Traninger spielt aktiv Fußball beim FSV Union Raiffeisen Öblarn.

## Erfolge

### Europacup
- Saison 2018/19: 6. Kombinationswertung, 7. Abfahrtswertung
- Saison 2019/20: 10. Super-G-Wertung
- Saison 2022/23: 9. Super-G-Wertung
- Saison 2023/24: 1. Gesamtwertung, 3. Super-G-Wertung, 4. Abfahrtswertung
- 6 Podestplätze, davon 2 Siege:

| Datum           | Ort               | Land       | Disziplin |
| --------------- | ----------------- | ---------- | --------- |
| 1. Februar 2023 | Orcières-Merlette | Frankreich | Super-G   |
| 5. März 2024    | Verbier           | Schweiz    | Abfahrt   |

### South American Cup
- Saison 2022: 8. Abfahrtswertung, 16. Super-G-Wertung, 20. Gesamtwertung
- 3 Platzierungen unter den besten 10, davon 1 Podestplatz

### Olympische Jugend-Winterspiele
- Lillehammer 2016: 1. Slalom, 2. Kombination, 3. Super-G, 4. Riesenslalom, 5. Team

### Juniorenweltmeisterschaften
- Fassatal 2019: 3. Abfahrt, 4. Super-G, 17. Alpine Kombination

### Weitere Erfolge
- 2 Siege bei FIS-Rennen
- Österreichischer Meister: Abfahrt 2019
- Österreichischer Vizemeister: Super-G 2022